# Cool Spot
Cool Spot är ett plattformsspel från 1993, baserat på 7 Up:s maskot som introducerades 1987, utvecklat av Virgin Games USA och David Perry till Sega Mega Drive och SNES, för att sedan porteras till Sega Master System, Sega Game Gear, Game Boy, Amiga och DOS 1994.

## Handling
Cool Spots vänner har blivit kidnappade, och han måste rädda dem.

### Fotnoter
1. ↑  Spot på Moby Games (engelska)
2. ↑  ”Cool Spot” (på svenska). Nintendomagasinet (Kungsbacka: Atlantic) (1 1994):  sid. 14 (Power Player). januari 1994. Läst 22 april 2014.